# Tschiertschen-Praden
Tschiertschen-Praden (toponimo tedesco) è un comune svizzero di 300 abitanti del Canton Grigioni, nella regione Plessur.

## Geografia fisica
Il comune sorge sul fianco sinistro meridionale della valle di Schanfigg, 7 km a sud-est in linea d'area rispetto a Coira.

## Storia
Il comune di Tschiertschen-Praden è stato istituito il 1º gennaio 2009 con la fusione dei comuni soppressi di Praden e Tschiertschen; capoluogo comunale è Praden.

## Geografia antropica

### Frazioni
Le frazioni di Tschiertschen-Praden sono:
- Praden[5]
  - Innerpraden
  - Usserpraden
- Tschiertschen[6]